# Ivo I van Bellême
Ivo I van Bellême (ca. 945 - na 1005), bijg. de Oude - ook Ivo van Creil, is de eerst bekende heer van Bellême. Hij was ook heer van Saosnes, Passais en Sées.
Hij was een bondgenoot van Richard I van Normandië. Op 12 oktober 997 stichtte hij de kapel van l'Abbayette, voor het zielenheil van zijn ouders Fulco en Rothais. Vermoedelijk was hij ook de stichter van het kasteel van Alençon.
Ivo was gehuwd met Godehilde, en werd de vader van:
- Willem I
- Ivo, (ovl. na 1031)
- Avesgald (ovl. Verdun 27 oktober 1035), 997 bisschop van Le Mans, overleed te Verdun op terugweg van een pelgrimstocht naar Jeruzalem.
- Hildeburgis, gehuwd met Hamo van Château-du-Loir
- Godehilde, in haar eerste huwelijk gehuwd met ALbert de la Ferté-en-Beauce en in haar tweede huwelijk met Rudolf II burggraaf van Maine